# کفشک‌ماهیان چپ‌روی
کَفشَک‌ماهیان چپ‌رُخ (Bothidae) یکی از خانواده‌های ماهیان است. این خانواده از راستهٔ کفشک‌ماهی‌شکلان (Pleuronectiformes) است.
صفت چپ‌رخ برای این ماهیان به این خاطر به‌کار می‌رود که بیشتر گونه‌های این خانواده عادت دارند بر روی پهلوی راست خود بر کف دریا بخوابند و هر دو چشمشان در سمت چپ قرار دارد.

## نگارخانه

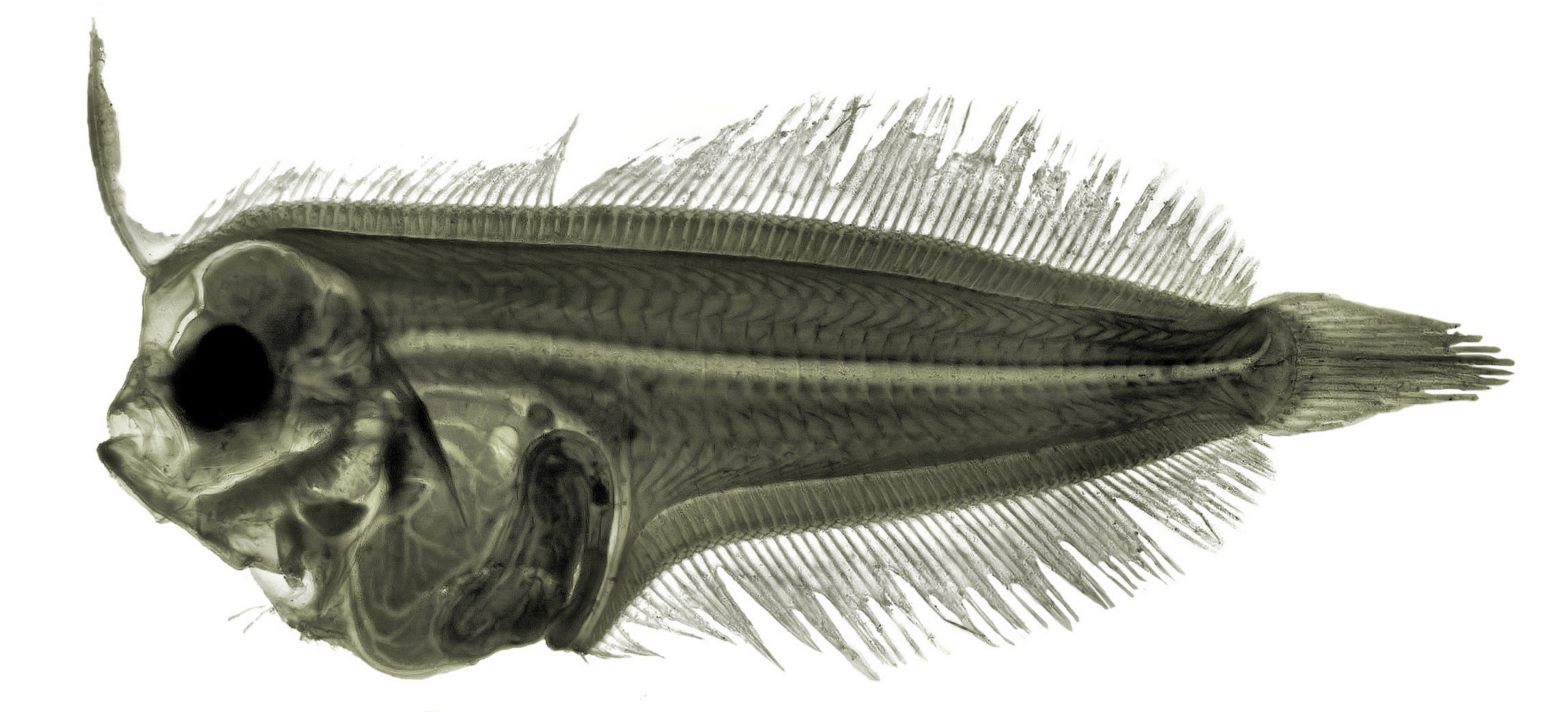
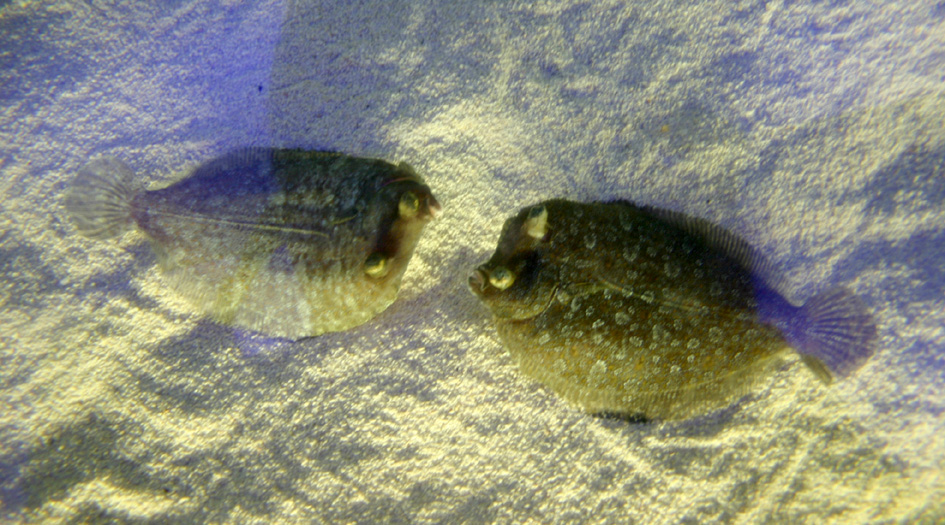
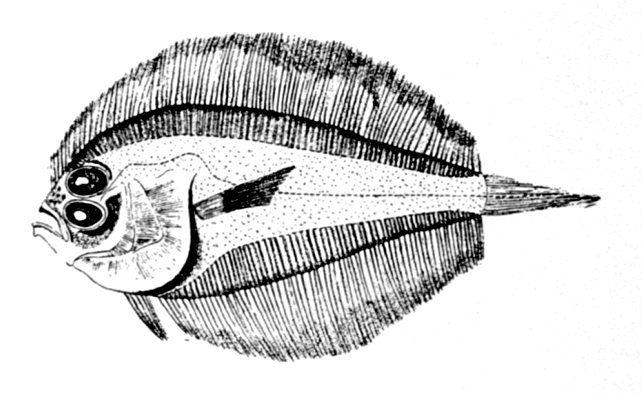
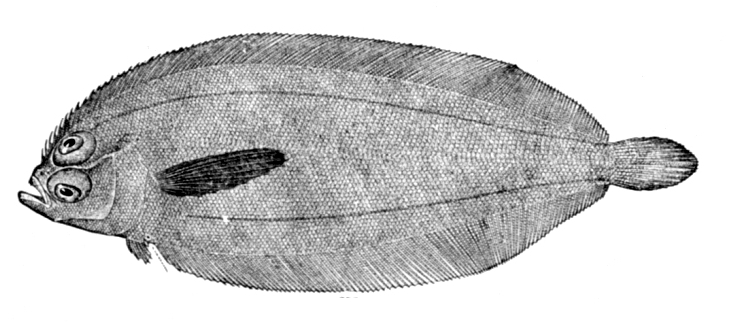
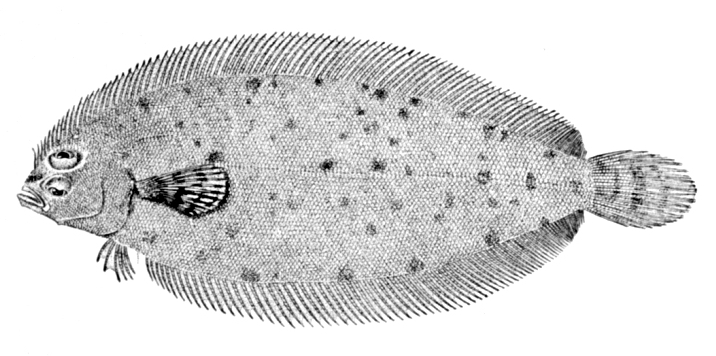
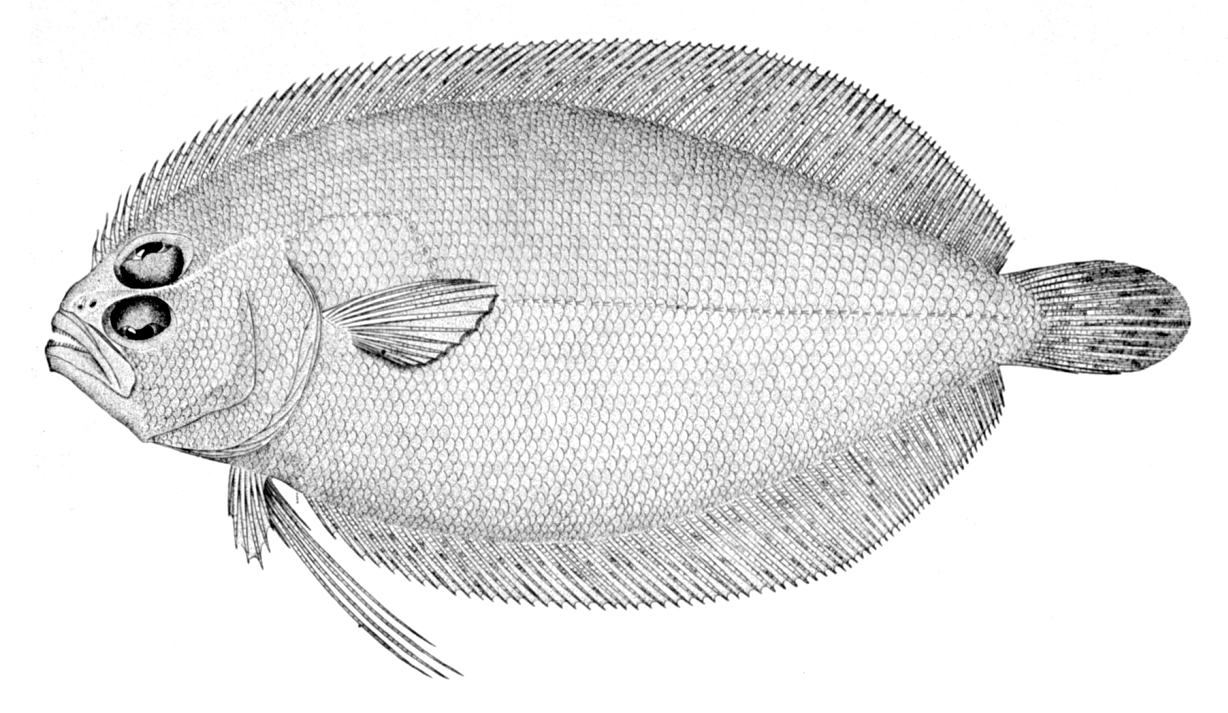